# Etničke grupe Bruneja
Etničke grupe Bruneja, 398,000 (UN Country Population; 2008)
- Bajau, zapadnoobalni	11,000
- Bazaar Malajci	1,100
- Belait, Kiput	1,000
- Bisaya, južni Bisaya	1,100
- Britanci	6,700
- Brunejski Malajci	158,000
- Dajaci, Maanyak, Ma'anyan	3,700
- Dusun, Kadazan	28,000
- Filipinci	31,000
- Gurkha	1,500
- Hakka	5,800
- Iban	22,000
- Indopakistanci	4,800
- Kantonski Kinezi	6,500
- Kayan, Busang	1,900
- Korejci	600
- Lundayeh, Lun Bawang	500
- Malajci	17,000
- Mandarinski Kinezi	21,000
- Melanau, Muka	300
- Min Bei Kinezi	8,800
- Min Dong Kinezi	7,200
- Min Nan Kinezi	13,000
- Penan	60
- Singalezi	1,100
- Tutong, Bisayan	20,000
- Tutung	17,000